# 1839 au théâtre
| Années du théâtre : 1836 - 1837 - 1838 - 1839 - 1840 - 1841 - 1842    |
| Décennies du théâtre : 1800 - 1810 - 1820 - 1830 - 1840 - 1850 - 1860 |

## Pièces de théâtre représentées
- 1er janvier : Rothomago, revue des Frères Cogniard, Paris, théâtre du Palais-Royal
- 6 février : Les Trois Bals vaudeville en trois actes de Jean-François-Alfred Bayard, Paris, Théâtre des Variétés.
- 14 avril : Simplette la Chevrière, vaudeville des Frères Cogniard, Paris, Théâtre du Palais-Royal.
- 31 mai : Le Naufrage de la Méduse, opéra, paroles des Frères Cogniard et musique de Messieurs Pilati et de Flotow, Prais, théâtre de la Renaissance.
- 13 juillet : Les Trois Quenouilles, conte de fées mêlé de chant des Frères Cogniard, Paris, Théâtre du Palais-Royal.
- 14 juillet : Les Belles Femmes de Paris de Varin, Desvergers et Maurice Alhoy, au Théâtre du Vaudeville (Paris). Avec Bardou Aîné et Eugénie Doche.
- 20 août : L'Article 960 ou la Donation d'Eugène Labiche, Paris, Théâtre du Vaudeville.
- 25 novembre : Thomas l'Egyptien, vaudeville des Frères Cogniard, au théâtre du Palais-Royal
- 29 décembre : Les Bamboches de l'Année, revue mêlée de couplets des Frères Cogniard et Théodore Muret, Paris, théâtre du Palais-Royal.

## Décès
- 31 mai : Paul Eustache Anselme, dit Baptiste cadet, acteur français, né le 8 juin 1765.
- 1er juin : Jean-Baptiste Augustin Hapdé, auteur dramatique français, né le 27 août 1777.
- 28 septembre : William Dunlap, dramaturge, acteur et historien du théâtre américain, né le 19 février 1766.